# Tin whistle
Le tin whistle, aussi appelé tin(-)whistle, whistle, penny whistle, Irish whistle, feadóg, feadóg stáin, ou flûte irlandaise au Québec, est un instrument à vent de type bois. Il s’agit d'une flûte droite à six trous, généralement en métal et couramment utilisée dans la musique des îles Britanniques (Angleterre, Écosse, Pays de Galles et Irlande). Elle dispose d'un conduit permettant de canaliser l'air émis par le musicien vers le biseau. Ce type de conception se retrouve également avec le flageolet et la flûte à bec. Un joueur de tin whistle est appelé tin whistler ou simplement whistler dans la langue du pays d'origine. Le tin whistle est également désigné par le terme généraliste de flûte irlandaise.

## Histoire

### Prédécesseurs
Le tin whistle dans sa forme moderne provient d’une large famille de flûtes, que l’on retrouve sous de nombreuses formes et dans beaucoup de cultures à travers le monde. En Europe ce type d’instrument possède une riche histoire et prend des formes variées ; les plus connues sont la flûte à bec, le tin whistle, le flabiol ou le txistu.
Presque toutes les cultures primitives possédaient un type de flûte, qui est probablement le premier instrument de ce type utilisé par l’homme. Parmi les plus anciens exemples, on trouve une flûte du Néanderthal datée de 53000 à 81000 av. J.-C. ,,, une flûte allemande datée de 33000 av. J.-C. ou encore une flûte en os de mouton trouvée dans le Yorkshire de l'Ouest et datée de l’âge du fer. Des écrits décrivent un type de flûte présente dans la Rome antique et la Grèce antique, respectivement l’aulos et le tibia.
Au tout début du haut Moyen Âge les peuples d’Europe de l’Ouest se servaient d’instruments comme des flûtes en os au IIIe siècle en Angleterre ou en Irlande.
À partir du XIIe siècle apparurent des flûtes italiennes de différentes tailles,, on retrouve en Irlande des flûtes en os, et au XIVe siècle en Écosse, un Tusculum whistle, une flûte métallique de 14 centimètres
Au XVIIe siècle, les flûtes étaient appelées flageolets, un terme désignant une flûte avec une tête fabriquée en France. Ces instruments sont liés au développement du flageolet anglais, français et de la flûte à bec à la Renaissance et à la période Baroque. Le terme flageolet est encore préféré aujourd’hui par certains fabricants de tin whistles, plus à l’aise avec ce nom désignant une large gamme de flûtes incluant le tin whistle,.

### tin whistle
Le tin whistle moderne provient des îles Britanniques, en particulier d’Angleterre où il fut produit en série par Robert Clarke (1840 - 1882) à Manchester et plus tard New Moston. Jusqu’en 1900, ces tin whistles étaient appelés «Clarke London Flageolets», ou plus simplement «Clarke Flageolets». Le système de doigté à six trous est similaire au système simple des flûtes anglaises («simple» par opposition au système Boehm). Toutefois l’échelle diatonique des six trous est également utilisée pour les flûtes baroques, et était parfaitement connu bien longtemps avant que Robert Clarke ne lance la production de son tin whistle autour de 1843. Son premier tin whistle, le Meg, était accordé en La aigu, et fut par la suite produit en d’autres clés, adaptées pour la «Victorian parlour music». Robert Clarke dévoila ses tin whistles lors de l’Exposition universelle de 1851.
Le tin whistle de Clarke s'apparente en quelque sorte à un tuyau d'orgue dont on aurait aplati une extrémité pour former le bec, et est généralement fait d'une feuille de fer blanc ou de laiton enroulée. Des tin whistles industriels apparurent sur le marché à partir de 1840, et furent produits en masse et largement diffusés en raison de leur prix modique.
Le penny whistle étant généralement considéré comme un jouet une hypothèse serait que ce nom provient du penny dont les enfants ou les musiciens des rues qui en jouaient étaient récompensés par leurs auditeurs. En réalité, c'est du faible prix d'achat de l'instrument qu'est née l'appellation : les tin whistles de Clarke étaient vendus pour un penny et c'est ainsi que les surnoms de penny whistle ou tin whistle sont parvenus jusqu'à nous.
Le nom tin(-)whistle apparaît dès 1825, mais il faut attendre le XXe siècle pour que les termes tin whistle ou penny whistle s'imposent dans le langage courant.
L'instrument devint populaire dans plusieurs familles de musique traditionnelle, telles que celles d'Angleterre, d'Amérique du Nord, d'Écosse et d'Irlande. Son prix très abordable fit de lui un instrument populaire aussi présent que l'harmonica. Dans la seconde moitié du XIXe siècle, d'autres industriels comme Barnett Samuel et Joseph Wallis se mirent également à commercialiser ce genre de flûtes, mais en cuivre. Comme beaucoup de flûtes anciennes, elles présentaient une embouchure partiellement en plomb. Ce dernier élément étant toxique, il est recommandé de prendre des précautions lorsque l'on joue d'une flûte de ce type.
La flûte Generation apparut au début du XXe siècle, également caractérisée par un tube en laiton et une embouchure en plomb. Après quelques années, le plastique remplaça le plomb.
Bien que ces flûtes aient été conçues pour des registres élevés, le low whistle (flageolet grave, 1 octave en dessous) n'est pas un inconnu des historiens. Le Museum of Fine Arts de Boston recèle un exemplaire d'un low whistle du XIXe siècle, provenant de la fameuse collection Galpin. Les années 1960, caractérisées par la renaissance de la musique traditionnelle irlandaise (les Dubliners), virent la redécouverte du low whistle par Bernard Overton, à la demande de Finbar Furey (en).
Sa popularité croissant au fil des festivals de musique celtique, le penny whistle fait à présent partie intégrante de nombre d'univers musicaux traditionnels, notamment en Angleterre, en Écosse et en Irlande, compte tenu de son prix modique (moins de 10 dollars [~ 8,50  €]) et de sa relative facilité d'accès (absence d'embouchure compliquée et doigté quasi identique à celui de la flûte traditionnelle à six trous). Le tin whistle est l'instrument populaire par excellence de la musique traditionnelle irlandaise d'aujourd'hui.

## Facture
Les tin whisles modernes sont composés le plus souvent d'un tube en laiton, ou en laiton plaqué de nickel, et d'une embouchure en plastique. Se classent dans cette catégories les flûtes Generation, Feadóg, Oak, Acorn, Soodlum's (dénommées désormais Walton's). On trouve également des flûtes coniques en métal, avec une tête en bois placée à l'extrémité la plus large ; la marque Clarke est la plus représentative de cette catégorie. Enfin, des types moins communs tout en métal, en PVC, en bois ou la flûte Flanna à section carrée viennent compléter l'éventail de l'offre.
Les dernières années ont vu l'apparition d'instruments plus élaborés, fabriqués à la main, d'un prix plus élevé que le penny whistle standard (quelques centaines de dollars l'unité, ce qui reste néanmoins moins chers que la plupart des instruments). Les fabricants de ces flûtes sont en général des artisans individuels ou des petits groupements d'artisans. On les retrouve communément chez les luthiers d'Irish flute et d'Uilleann pipes, qui produisent des instruments à l'unité.

### Low whistles
Il existe des whistles plus longs, et d'un diamètre plus grand, et qui par conséquent, produisent des sons une octave (plus rarement deux) plus bas. Les flûtes de cette catégorie possèdent un tube métallique ou en plastique. On les nomme généralement low whistles, mais aussi concert whistles  (whistle de concert). La technique de jeu du low whistle est similaire à celle des whistles standards, mais la tradition veut que ces flûtes soient considérées comme des instruments distincts.
Le terme whistle soprano est parfois utilisé pour les tin whistles quand il nécessaire de les distinguer des low whistles.

## Le jeu

### La tonalité

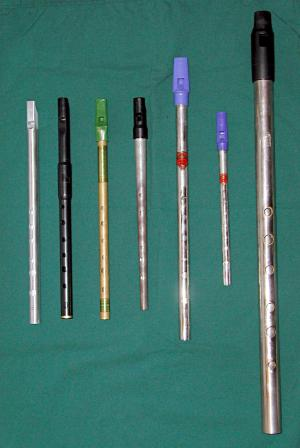
Ensemble de tin whistles modernes, en clés différentes

Le tin whistle est un instrument diatonique, c’est-à-dire qu’il peut être utilisé pour jouer en deux tons majeurs, ainsi que dans leurs gammes relatives mineures. Le tin whistle est identifié par sa note la plus basse, qui est la note tonique de la gamme majeure la plus basse.
Cette méthode de détermination de la tonalité de l’instrument diffère de celle utilisée pour les instruments chromatiques, basée sur la relation entre notes écrites et son émis. Les tin whistles sont disponibles en un grand nombre de clés.
Les tin whistles les plus courants utilisent les gammes de ré et sol majeur. Ré étant la note la plus grave, ces flûtes sont appelées tin whistle en ré. On trouve ensuite des tin whistles en do (pour les tonalités en do et fa majeurs). Ces derniers sont communément utilisés en musique folk nord-américaine, alors que les flûtes en ré sont les plus présentes dans les musiques irlandaises et écossaises.
Bien que le tin whistle soit un instrument diatonique, il est néanmoins possible d’obtenir des notes qui n’appartiennent pas à ces deux tonalités majeures, soit en bouchant partiellement un trou (half-holing ou demi-trou), soit en combinant ou croisant des doigtés. Le half-holing étant néanmoins d’une justesse approximative, et les tin whistles étant disponibles dans la plupart des tonalités, un whistler choisira une flûte adaptée au ton de la pièce à jouer, et réservera les demi-trous pour les altérations accidentelles. On trouve des tin whistles dont l’embouchure mobile peut s’adapter sur plusieurs tubes de tonalités différentes.

### Doigtés et registres
Les notes sont obtenues en ouvrant tous les trous avec les doigts. Une fois tous les trous bouchés, le tin whistle produit sa note la plus basse, la note tonique de la gamme majeure. En ouvrant l'un après l'autre les trous en commençant par le bas, on obtient successivement les autres notes de la gamme : la seconde avec un seul trou débouché, puis la tierce avec deux doigts levés, et ainsi de suite. L'ensemble des trous ouverts produit la septième.
Comme pour la plupart des instruments à vent, les registres supérieurs sont obtenus par une plus forte pression du souffle, ou de la vitesse du flux gazeux, dans le sifflet, ce qui augmente la fréquence des vibrations de l'air (voir l'allée de tourbillons de Karman). Par comparaison, ce phénomène sur une flûte traversière est généralement obtenu en réduisant l'ouverture de l'embouchure. Pour un tin whistle, à l'instar des autres flûtes à bec qui ont une ouverture et un flux gazeux de directions fixes, c'est la vitesse de l'air qui est utilisée.
Les doigtés de l'octave supérieur sont pratiquement les mêmes que pour l'octave de base, bien que des combinaisons soient parfois nécessaires sur les sons les plus aigus pour corriger l'effet d'abaissement des sons provoqué par une colonne d'air plus dense.
De plus, la note tonique du deuxième octave est en général jouée avec le trou supérieur de la flûte partiellement débouché ; ce doigté empêche un retour indésirable dans le registre bas, et participe à la correction de la justesse. Pour obtenir le même effet, les flûtes à bec classiques utilisent le trou situé sous la flûte, à l'emplacement du pouce gauche.
D'autres notes (bémols ou dièses, demi-tons utilisés pour corriger la tonalité originale de la flûte) peuvent être produits en combinant des doigtés, et toutes les notes (à l'exception de la plus basse de chaque gamme majeure) peut être abaissée en utilisant un demi trou. L'une des combinaisons probablement la plus utilisée est celle qui abaisse la septième (si bémol au lieu de si sur une flûte en do, ou do naturel au lieu de do dièse sur un whistle en ré). On accède ainsi à une autre gamme majeure (fa sur une flûte en do, ou sol sur un whistle en ré).
Les tin whistles standards jouent sur deux octaves. Pour une flûte en ré par exemple, le registre inclut les notes depuis le deuxième ré au-dessus du do intermédiaire, jusqu'au quatrième ré au-dessus du même do. Il est possible d'obtenir des notes plus hautes, en soufflant plus fort, mais dans la plupart des contextes musicaux, le résultat obtenu sera un son trop fort et souvent faux.

### Ornementation
Les interprètes de musique irlandaise traditionnelle utilisent un assez grand nombre d'ornementations musicales pour diversifier leur jeu, dont les cuts, strikes et autres rolls. La plupart des morceaux sont joués legato et les notes sont séparées par des ornementations plutôt que par des coups de langue. En cela, la musique traditionnelle irlandaise diffère de la musique européenne classique, où l'ornementation est utilisée pour articuler les notes entre elles, plutôt que pour insérer ou distinguer individuellement des notes dans un morceau.
Les ornementations et articulations les plus communes sont les suivantes :
Cutsles cuts (ou coupures) sont effectués en levant très brièvement le doigt situé au-dessus de la note jouée sans interrompre le flux d'air dans la flûte. Par exemple, un musicien jouant un ré grave sur un tin whistle en ré peut couper la note en levant très brièvement le premier doigt de sa main la plus basse. Ainsi le son monte pour un très court instant. On peut jouer le cut dès l'attaque de la note ou en cours d'exécution de cette note. Cette dernière possibilité est aussi appelée double cut (double coupure) ou mid-note cut (coupure de demi-note).
Strikesles strikes ou taps (tapes) sont proches des cuts mais cette fois-ci, c'est un doigt situé sous la note jouée qui est brièvement abaissé. Par exemple, si un musicien joue un mi grave sur une flûte en ré, il produirait un tap en abaissant et relevant très vite son annulaire droit. Les cuts et taps sont deux ornementations instantanées, c'est-à-dire que l'auditeur ne perçoit que l'interruption mais pas la note rajoutée.
Rollsun roll est une séquence composée d'un cut suivi d'un strike. On peut également considérer le roll comme un groupe de notes de même hauteur et même durée avec des articulations différentes. On distingue communément deux types de rolls
- le long roll (roll long) est un groupe de trois notes identiques en termes de hauteur et de durée. La première sonne sans cut ni strike, la seconde est introduite par un cut et la troisième par un strike ;

- le short roll (roll court) est un groupe de deux notes identiques en termes de hauteur et de durée, la première étant attaquée avec un cut, et la seconde avec un strike.

Crannsles cranns (ou crans) sont des ornementations empruntées au jeu des Uilleann pipes. Ils sont semblables aux rolls dans l'esprit mais n'utilisent que des cuts. Les whistlers les emploient seulement pour les notes pour lesquelles le tap est impossible, telles que la note la plus basse de l'instrument.
Slidesle slide est l'équivalent du portamento en musique classique ; une note inférieure ou supérieure (le plus souvent inférieure) à la note désirée est jouée, puis le doigt glisse graduellement afin d'atteindre en douceur le ton désiré. Le slide est en général d'une durée plus importante que les ornementations de type cut ou strike et l'auditeur doit percevoir le changement de hauteur de son.
Tonguingle tonguing (ou coup de langue) est utilisé avec modération pour mettre en valeur certaines notes, comme l'attaque d'un morceau. Les joueurs de tin whistle ne l'utilisent que très peu. Le tonguing est produit par la langue qui touche brièvement le palais à l'attaque d'une note (comme pour prononcer un t).
Vibratole vibrato peut être obtenu sur la plupart des notes en ouvrant et refermant l'un des trous demeurés ouverts, ou par variation de la colonne d'air. Des deux techniques, le doigté est plus communément utilisé que la vibration due au diaphragme, sauf sur la note la plus basse du tin whistle.

### Quelques astuces
Sensiblela sensible est le septième degré, situé juste avant la note tonique, ainsi appelé parce qu'il introduit la tonique à la fin d'une phrase. Pour la plupart des tin whistles, la sensible peut être jouée en utilisant l'auriculaire de la main la plus basse pour boucher partiellement l'extrémité de la flûte, alors que tous les autres trous sont déjà bouchés.
Sonla qualité du son d'un tin whistle est principalement déterminée par la facture de l'instrument. Les flûtes en métal roulé, comme les Clarke ont tendance à avoir un son "impur" avec du souffle, à la différence des whistles de type Generation, c'est-à-dire cylindriques. Des instruments bon marché, comme ceux produits par Cooperman Fife and Drum (qui par ailleurs produisent également des instruments de haut de gamme), peuvent avoir beaucoup de souffle, et être difficiles à jouer dans les registres supérieurs (second octave). Cet inconvénient peut être mitigé en plaçant un morceau de papier collant sur une partie de l'ouverture du sifflet, près de l'embouchure, afin de la rendre plus étroite, permettant ainsi d'améliorer significativement le son de l'instrument et de faciliter son utilisation à l'octave supérieure.
Gammesalors que, comme mentionné précédemment dans la section Doigtés et registres, un musicien ne jouera un instrument donné que dans la tonalité de sa tonique, ainsi que dans celle de la quarte de cette même tonique (i.e. sol sur un whistle en ré), toutes les gammes sont possibles, devenant progressivement plus difficiles à mesure que l'on s'éloigne de la tonique, selon le cycle des quintes. En conséquence, un tin whistle en ré peut être utilisé assez facilement pour jouer dans des tonalités en sol et la, et un instrument en do, dans des tonalités en fa ou sol.
Scotch ou bagues coulissantes
- on peut obturer partiellement certains trous avec du ruban adhésif (ou des bagues coulissantes percées d'un trou plus petit que ceux de la flûte) pour altérer certaines notes pendant toute la durée d'un morceau.

## Répertoire
Le tin whistle est présent dans plusieurs genres musicaux :

### Musiques irlandaise et écossaise
Les musiques traditionnelles irlandaise et écossaise sont, et de très loin, celles qui utilisent le plus souvent le tin whistle, et elles rassemblent la majorité des partitions adaptées à cet instrument. Leurs musiciens font en général partie d'ensembles (bands). Mais bien que le tin whistle soit très présent dans la musique irlandaise, au point qu'il puisse être considéré comme caractéristique de ce genre de musique, et assez commun dans la musique écossaise, il n'est devenu indispensable dans aucune d'entre elles.

### Kwela
Le kwela est un style de musique sud-africain des années 1950, caractérisé par le jeu jazzy d'un tin whistle. De tous les genres de musique utilisant le tin whistle, le kwela est le seul qui soit totalement dominé par cet instrument, le style ayant d'ailleurs été créé à partir du son de cette flûte. Le faible coût d'achat de celle-ci fut un élément déterminant de son succès dans les banlieues de l'ère de l'apartheid ; le tin whistle de marque Hohner en était l'instrument le plus populaire. La vague du kwela est à l'origine de la vente de plus d'un million de tin whistles, également appelés jive flutes.
Le kwela fut remplacé en Afrique du Sud par le mbaqanga à la fin des années 1950, et le saxophone supplanta largement le tin whistle comme instrument leader de la musique des townships. Néanmoins, le maître du kwela Aaron "Big Voice Jack" Lerole (en) se produisit jusque dans les années 1990, et encore aujourd'hui, le groupe londonien The Positively Testcard continue d'enregistrer de la musique kwela.
Les partitions de kwela sont rares, et les enregistrements des artistes fondateurs du genre sont épuisés pour la plupart.

### Autres genres de musiques
Le tin whistle est employé dans beaucoup d'autres genres de musique, mais pas au point d'en être une dominante comme en musique irlandaise ou pour le kwela. Il est assez présent dans la musique religieuse moderne et les musiques de films, et les partitions pour tin whistle dans ces deux styles ne sont pas difficiles à trouver. L'instrument est un pont entre différents genres tels que la world music, le folk rock et le folk metal.

## Notation
Les partitions et tablatures concernant le tin whistle utilisent généralement l'un des trois formats suivants.

### Notation musicale standard
La musique pour le tin whistle est généralement transcrite en utilisant la notation musicale standard. Cet instrument n'est pas un instrument transpositeur - par exemple, la musique pour un tin whistle en ré est écrite sur la base de la 440 du diapason et non transposée un ton plus bas comme ça serait le cas pour un instrument transpositeur. Il n'y a néanmoins pas de réel consensus sur la manière dont cette musique devrait être écrite, ou sur la manière dont la lecture de la musique pour cet instrument devrait être enseignée. Notons cependant que la musique pour une flûte soprano est écrite une octave plus bas que la tessiture réelle, afin de faciliter la lecture.
Les musiques traditionnelles d'Irlande et d'Écosse constituent la majorité de la musique publiée pour le tin whistle. Comme la plus grande partie de ces partitions est écrite en ré majeur, sol majeur ou leurs relatives mineures, ces tonalités constituent de facto le standard. Ainsi, la populaire édition pour whistle en do de Bill Ochs, The Clarke tin Whistle Handbook est transcrite en ré et ne diffère de l'édition en ré que par le CD qui l'accompagne, enregistré en do.
Le musicien qui désire des partitions écrites pour tous les tons de tin whistle devra bien évidemment apprendre les mécanismes de la transposition musicale et retranscrire des airs d'un ton dans un autre.

### Tablatures
Les tablatures pour le tin whistle sont des représentations des trous de l'instrument que le musicien devraient boucher. Le format le plus courant représente une colonne verticale de six cercles, les trous à boucher étant noircis. Le signe plus (+) est utilisé pour indiquer les notes à jouer à l'octave supérieur. On trouve généralement ces tablatures dans les livrets d'apprentissage pour débutants.

### Notation ABC
Comme la grande majorité de la musique pour tin whistle est traditionnelle et dans le domaine public, la diffusion de partitions par internet est pratique courante. La notation ABC, utilisée pour les échanges électroniques, est très répandue dans ce cas. Elle a été créée pour une lecture facile, et beaucoup de pratiquants préfèrent la déchiffrer directement plutôt que d'utiliser un programme informatique pour la transformer dans un format musical standard.

## Musiciens célèbres

### Musique irlandaise
En 1973, Paddy Moloney (The Chieftains) et Seán Potts publient l'album Tin Whistles qui participa à populariser le tin whistle en particulier et la musique irlandaise en général. Par la suite, Feadóga Stáin (1979) et Feadóga Stáin 2 (1993) de Mary Bergin eurent une influence comparable.
Il faut également noter des musiciens comme Carmel Gunning, Micho Russell (en), Joanie Madden, Brian Finnegan, et Seán Ryan (en). De nombreux sonneurs de cornemuse ou de flûte jouent également du tin whistle à haut niveau. James Galway, le flûtiste classique, est lui aussi un whistler de premier plan.

### Musique écossaise
Julie Fowlis, connue et récompensée en tant que chanteuse et musicienne, a enregistré plusieurs morceaux de tin whistle, à la fois individuellement et avec le groupe Dòchas.

### Kwela
Aaron "Big Voice Jack" Lerole (en) et son groupe ont enregistré un single appelé Tom Hark qui fut vendu à cinq millions d'exemplaires dans le monde et qui fut retenu comme thème musical de la série BBC The Killing Stones. Mais la star incontestée de l'ère kwela fut Spokes Mashiyane (en). L'album de 1986 de Paul Simon, Graceland, est un hommage à la musique d'Afrique du Sud et comporte des solos traditionnels de penny whistle.

### Musique populaire
Le low whistle est passé à la postérité grâce au spectacle théâtral irlandais de Davy Spillane, Riverdance (1995) et à la bande musicale du film Titanic, réalisée par Tony Hinnigan (en) en 1997.
Certains groupes irlandais de Punk rock utilisent également le tin whistle. On retiendra plus particulièrement The Cranberries, The Tossers, Dropkick Murphys, Bridget Regan du groupe Flogging Molly et surtout Spider Stacy (en) (The Pogues).
Andrea Corr, du groupe de pop/rock irlandais The Corrs joue du tin whistle, tout comme Leroi Moore, du groupe pop américain, The Dave Matthews Band, dans certains morceaux de son répertoire.
Bob Hallett (en), du groupe canadien de folk rock Great Big Sea est également un whistler renommé, intervenant souvent dans des sessions traditionnelles.
Le groupe post-rock islandais Sigur Rós a également utilisé le tin whistle dans son chant Hafsól dans le solo de conclusion.
Barry Privett du groupe Virginien de rock Carbon Leaf accompagne plusieurs de ses chansons au tin whistle.
Paul Simon fait intervenir un solo de penny whistle dans You Can Call Me Al.

### Jazz
Steve Buckley (en), un musicien britannique de jazz est connu pour avoir fait du tin whistle un pilier de son style. On peut l'entendre dans des enregistrements avec Loose Tubes (en), Django Bates (en) et dans son album avec Chris Batchelor (en), Life As We Know It. Les Lieber est un jazzman américain qui joue du penny whistle avec bonheur. Il a joué avec l'orchestre de Paul Whiteman ainsi qu'avec le sextet de Benny Goodman. Lieber nous a laissé un enregistrement, en commun avec Django Reinhardt, dans les studios parisiens AFN après la Seconde Guerre mondiale et initia une session hebdomadaire appelée Jazz at Noon, tous les vendredis dans un restaurant new yorkais, avec un noyau de publicitaires, docteurs, avocats et hommes d'affaires qui avaient été ou auraient pu être des joueurs de jazz. Howard Johnson est également connu pour avoir joué de cet instrument.

### Télévision
Dans Star Trek : La Nouvelle Génération, le tin whistle, appelé The Ressikan Flute, est joué par Jean-Luc Picard dans les épisodes intitulés Lumière intérieure (The Inner Light), Pour une poignée de Data (A Fistful of Datas), et Leçons de musique (Lessons).